# アクサ生命保険
アクサ生命保険株式会社（アクサせいめいほけん、英: AXA Life Insurance Co,.Ltd.）は、フランス発祥の保険企業であるアクサが日本に設立したアクサ生命と、日本団体生命が統合して生まれた生命保険会社である。
アクサグループは世界57カ国、約1億200万人の顧客を持つ世界最大級の保険グループである。

## 沿革
元母体の一つである日本団体生命は1934年、日本経済団体連合会（通称日経連。当時は全國産業團體聯合會）の協賛による法人・団体を専門とした生命保険会社として設立され、1937年には既に三菱重工業、呉羽紡績等の従業員20万6700名の加入があった。また、アクサ生命（旧法人）は1994年にアクサの日本法人として設立されたものである。
2000年3月を以って日本団体生命とアクサ生命が共同で持株会社「アクサ ニチダン保険ホールディング」（後のアクサジャパンホールディング、法人格としては現在のアクサ生命保険株式会社と同一）を設立。その年の4月に、アクサ生命は主に個人で加入する保険を引き受ける「アクサ ニチダン生命」に、日本団体生命は主に団体で加入する保険を引き受ける「ニチダン生命」にそれぞれ社名変更され、その1年後の2001年3月に、アクサ ニチダン生命は名称を再びアクサ生命に戻し、ニチダン生命は「アクサ」を社名に冠したアクサ グループライフ生命にそれぞれ社名変更された。この社名変更のタイミングで「AXA」のシンボルマークの下に記されていた「NICHIDAN」ロゴが廃止され、グループ共通で使用する「AXA」のみを表記する現行のシンボルマークなった。アクサ生命は2005年10月にアクサ グループライフ生命を吸収合併した。
2007年にアクサグループがウインタートウルグループをクレディ・スイスから買収したことにより、ウインタートウルの日本法人であるウインタートウル・スイス生命もアクサグループ入りし、2008年1月に社名をアクサ フィナンシャル生命に変更した。同社は銀行窓販専業会社として営業していたが、2009年10月1日にアクサ フィナンシャル生命を吸収合併し、再びアクサ生命に一体化した。
これら一連の統合により、現在は商工会議所の共済制度や福祉制度の引受保険会社として、専任の営業社員を通じて経営者への対策（リスク・事業継承）や従業員への福利厚生プランの提案を行う「アクサ CCI チャネル」、ファイナンシャル・プランニングの知識を有する専門の担当者を通じてコンサルティングサービスを行う「アクサ FA チャネル」、保険代理店や金融機関、税理士・公認会計士、保険ショップなどを通じて個人・法人のリスクマネジメントやコンサルティングサービスを行う「アクサ パートナービジネス チャネル」、MCVP（Multi Channel Value-up Program）及び「健康経営」ビジネスモデルの推進並びに企業・団体の従業員とその家族、退職者に向けたソリューションの提案を行う「アクサMCVP」の4つの販売チャネルが存在する。
2014年10月1日、持株会社のアクサ ジャパン ホールディング株式会社がアクサ生命保険株式会社（旧法人）を吸収合併し、商号をアクサ生命保険株式会社に変更した。
2019年4月1日、単独株式移転により持株会社のアクサ・ホールディングス・ジャパンが設立され、当社はその子会社となった。翌4月2日に当社子会社だったアクサ損害保険、アクサダイレクト生命保険、アクサ収納サービスが現物配当によりアクサ・ホールディングス・ジャパンの子会社となった。

## 年表

### 旧法人（2014年10月合併前）
- 1934年
  - 日本団体生命保険株式会社を設立
  - 日本初の団体保険「普通団体定期保険」を販売開始
- 1947年 - 独占禁止法の施行により、団体保険事業の独占の解除
- 1967年 - 「商工会議所共済制度」の取扱開始
- 1976年 - 日本初「医療保険」を販売開始
- 1986年
  - 医療保険の加入者100万人突破
  - エクイタブル生命（後のウインタートウル・スイス生命）設立
  - 変額保険を販売開始（エクイタブル生命）
- 1994年 - AXAの100％出資日本法人アクサ生命保険株式会社を設立
- 1996年 - 医療保険の加入者200万人突破（日本団体生命）
- 1998年 - 終身医療保険販売開始（日本団体生命）
- 1999年 - AXAと日本団体生命が包括的資本提携に合意
- 2000年
  - アクサ ニチダン3社体制での事業を開始
  - アクサ生命と日本団体生命が共同で、日本国内初の保険持株会社、アクサニチダン保険ホールディング設立（後のアクサ ジャパン ホールディング）
- 2001年 - アクサ ニチダン生命をアクサ生命保険株式会社に、ニチダン生命をアクサ グループライフ生命保険株式会社に社名変更
- 2005年 - アクサ グループライフ生命を吸収合併
- 2006年 - 渋谷の住友不動産渋谷ファーストタワーが建設される前にあった本社からNBFプラチナタワーへ移転
- 2007年 - アクサジャパンが買収してウインタートウル・スイス生命をアクサフィナンシャル生命へ社名変更
- 2009年 - アクサフィナンシャル生命保険を吸収合併
- 2009年 - ユニット・リンク保険(有期型)を販売開始
- 2010年
  - 日本初の「ガン収入保障保険」を販売開始
  - 委員会設置会社へ移行
- 2011年 - 「ガン治療保険（無解約払いもどし金型）」を販売開始
- 2012年 - 「限定告知型終身医療保険（無解約払戻金型）を販売開始

### 現法人（2014年10月合併後）
- 2014年
  - 10月1日 - アクサ ジャパン ホールディング株式会社がアクサ生命保険株式会社（旧法人）を吸収合併し、アクサ生命保険株式会社に商号変更。
  - 11月19日 - 札幌本社を開設[6]。
- 2019年
  - 4月1日 - 単独株式移転により持株会社のアクサ・ホールディングス・ジャパン株式会社が設立され[5]、同社子会社となる。
  - 4月2日 - 子会社だったアクサ損害保険株式会社、アクサダイレクト生命保険株式会社、アクサ収納サービス株式会社の3社が現物配当によりアクサ・ホールディングス・ジャパンの子会社となる。
  - 9月 - ユニット・リンク介護保険(終身移行型)を販売開始
- 2024年4月1日 - アクサダイレクト生命保険株式会社を合併。

## 不祥事
- 2002年9月25日、団体定期保険について加入率の改ざんなど不適正な行為をしていたことが確認されたため、金融庁から業務改善命令の行政処分を受けた。[7]
- 2005年10月後半、各生命保険会社から相次いで保険金および給付金の不当不払いが発表され、同年10月28日、同社においても14件、金額にして278万円の不払いがあったことが発表される。なお、これとは別にアクサグループライフ生命保険では12件、167万円の不払いがあったと発表された。ちなみに同社（アクサグループライフ生命保険含む）からは保険金の不払いは確認されていない（給付金のみの不払い）。
- 2007年には、生命保険業界で不当不払い問題が新たに発覚し始めたため、同年2月1日に金融庁が日本の全生命保険会社（38社）に対して、2001年～2005年の5年間における不払いの実態調査を命令。同社は同年4月13日に調査結果を発表した。これによると、合計で431件、金額にして4,939万円が新たに不当不払いに該当していたことが判明した。なお、この調査結果は調査期日に間に合わせた中途結果であるので、この数値は確定的なものではない。

## 関連会社
- アクサ・エス・アー（フランスの親会社）
  - アクサ・ホールディングス・ジャパン株式会社（2019年4月1日に当社の単独株式移転により設立された持株会社）
    - アクサ損害保険株式会社（アクサダイレクト）
    - アクサ収納サービス株式会社

  - アクサ・インベストメント・マネージャーズ株式会社
  - アライアンス・バーンスタイン株式会社
  - アクサ・リアル・エステート・インベストメント・マネージャーズ株式会社
  - アクサ・アシスタンス・ジャパン株式会社